# Aruba

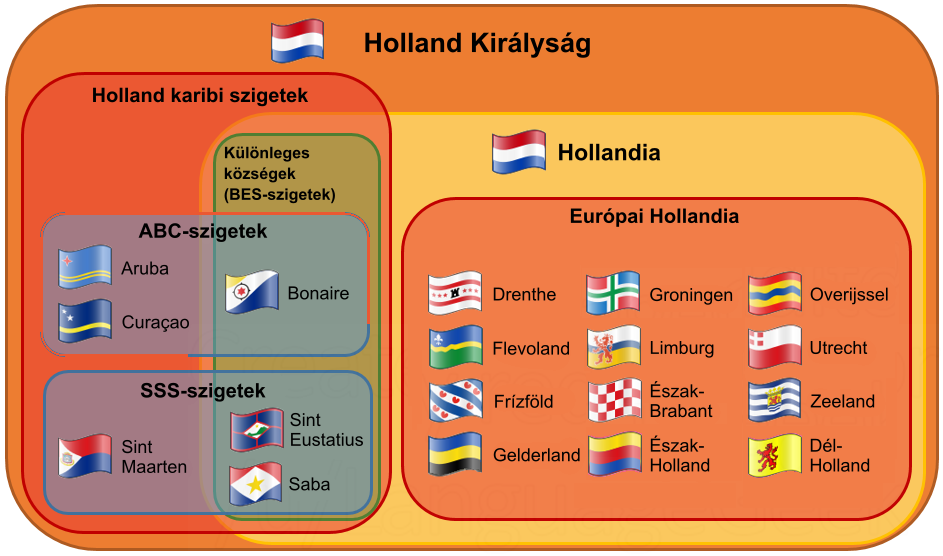
A Holland Királyság államjogi szerkezete 2010-től

Aruba egy kb. 36 km hosszú és 11 km széles sziget a Karib-tenger déli részén, összterülete kb. 180 km². A Kis-Antillák ún. ABC-szigeteinek része, 29 km-re északra a venezuelai Falcón államhoz tartozó Paraguaná félszigettől. Államjogilag a Holland Királyság egyenjogú tagországa. 

## Földrajz
A Karib-tenger déli részén, Venezuela közelében fekvő korallsziget 36 km hosszú és 11 km széles (majdnem három és félszer nagyobb, mint a Szentendrei-sziget). A sziget déli és nyugati részén fehér homokos strandok húzódnak, amelyek viszonylag jól védettek az óceáni áramlatoktól. Nagyrészt ezeket a strandokat látogatják a turisták. Az északi, és a keleti partok, amelyek nem rendelkeznek védelemmel, megrongálódtak és érintetlenek maradtak.
A sziget sok dombos területet foglal magába, a legismertebb a Hooiberg (165 méter), a legmagasabb a Jamanota-hegy (188 méter). Fővárosa Oranjestand (12 ° 19 '70 ° 1'W).
Arubától keletre található Bonaire és Curacao. Ezek a szigetek a dél-amerikai kontinentális talapzaton fekszenek, így földrajzilag Dél-Amerikához tartoznak.
A Natural Bridge (magyarul: Természetes Híd) egy természetes mészkőhíd a sziget északi partján, 2005-ben népszerű idegenforgalmi célpont volt.

### Fauna
Mivel Aruba elszigetelt, sok olyan állatfaj él itt, amivel másol nem vagy csak kevés helyen találkozhatunk a természetben (ún. endemikus állatfajok):
- Cnemidophorus arubensis
- Crotalus durissus unicolor

Egyéb jellemző állatfajok:
- Athene cunicularia
- Eupsittula pertinax

### Flóra
Aruba növényvilága eltér az átlagos szigetvilági növényzettől. Gyakoriak a kaktuszok, tüskés bokrok és az örökzöldek. A legismertebb növény az orvosi aloé, ez a pozsgásfaj szerepel Aruba címerén is.

### Éghajlat
A sziget éghajlata meglehetősen száraz, kevés helyen találni a karibi térségben megszokott buja trópusi növényzetet.
A Köppen éghajlati osztályozás szerint Aruba forró és félszáraz klímával (BHS) rendelkezik. Átlagos havi hőmérséklete kis mértékben változik, 29,6 °C-ról 29,2 °C-ra mérséklődik a passzátszél által. Az éves csapadékmennyiség 470 milliméter körül alakul, de ez nagyon változó, például az ún. El Niño-évek alatt (1911/1912, 1930/1931, 1982/1983), amikor akár 150 milliméter eső is eshet, vagy az ennél erőteljesebb La Niña-években (1933/1934, 1970/1971, 1988/1989), ilyenkor több mint 1000 milliméter csapadék hullhat le.

## Története
Aruba első lakói aravakok voltak. Caquetiosnak nevezik őket, a karibok támadása elől menekültek a mai Venezuelából. A caquetio-k sokkal inkább Dél-Amerikához kötődnek, mint a karibi térséghez, mert Aruba távolsága a többi karibi szigethez kenuval nagyon nehézzé teszi az utat.
Európaiak először akkor hallottak Arubáról, amikor Amerigo Vespucci és Alonso de Ojeda erre járt 1499 augusztusában. Vespucci négy levelet írt Lorenzo di Pierfrancesco de' Medicinek. Ezek egyikében leírja útjukat Venezuela partjai mentén. Ír egy szigetről, amely brazilfával van benőve és ettől tíz leagua távolságra van egy hely, ahol úgy épültek a házak, mint Velencében. Egy másik levélben leír egy kis szigetet, ahol nagy, magas emberek élnek, és az expedíció úgy gondolta, hogy itt nem érdemes letelepedni.
Aruba 1508 és 1636 között spanyol gyarmat volt. Az első pap egy arubai indián főnök, másként kacika volt. Simasnak hívták és ajándékba adtak neki egy fakeresztet. 1508-ban Alonso de Ojedát nevezték ki Aruba, vagy "Nueva Andalucia" első kormányzójának.
Spanyolország másik kormányzót is kinevezett, Juan Martinez de Ampuest. Az 1525 novemberében kibocsátott "cédula real", királyi rendelet felhatalmazta Ampuést, hogy újra betelepítse a néptelenné vált Aruba, Curaçao és Bonaire szigeteket. A spanyol uralom alatti bennszülöttek valamivel több jogot élveztek, mint egy átlagos észak-európai farmer akkoriban.
1528-ban Ampuest felváltotta a Welser kereskedőház megbízottja. Aruba holland igazgatás alatt volt 1636-tól, kezdetben Peter Stuyvesant igazgatta. Előtte Stuyvesant különleges megbízatással tartózkodott Arubán 1642 novemberében és decemberében. A Holland Nyugat-Indiai Társaság (West India Company) igazgatása alatt állt „Új-Hollandia és Curaçao” 1648-tól 1664-ig. A Társaság a holland kormány által 1629-ben kibocsátott szabadalom alapján működött, amit Arubára is alkalmaztak. A hollandok egy írt neveztek ki Aruba parancsnokának (Commandeur) 1667-ben.
A britek 1799 és 1802, valamint 1805 és 1816 között tartották megszállva.
1806 augusztusában néhány hétig itt tartózkodott Francisco de Miranda tábornok 200 szabadságharcosból álló csoportjával, azután elindult Venezuela felszabadítására a spanyol uralom alól.
1933-ban küldte Aruba az első feliratot a holland királynőnek a külön státusz és autonómia ügyében.
A II. világháborúban az itteni olajfinomító volt a legnagyobb a régióban és fontos szerepe volt a szövetségesek ellátásában. Aruba brit védnökség alatt állt 1940-től 1942-ig és az Egyesült Államokéban 1942-től 1945-ig. 1942. február 16-án az olajfinomítót megtámadta az U–156 jelű német tengeralattjáró Werner Hartenstein parancsnoksága alatt. Az akció sikertelen volt. (Az U–156-ot később felfedezte és elsüllyesztette egy amerikai repülőgép, miközben a legénység napozott. A támadást csak egy ember élte túl.) 1944 márciusában Eleanor Roosevelt tett rövid látogatást az itt állomásozó amerikai csapatoknál.
Aruba 1986-ig a Holland Antillák része volt, ekkor vált önálló autonóm tagjává a Holland Királyságnak. 1990-ig tervezték a teljes önállóvá válást, de végül lemondtak erről a státuszváltásról. 2010-ben a Holland Királyság elméletileg egyenjogú országa lett Hollandia, Curaçao és Sint Maarten mellett.

## Politika

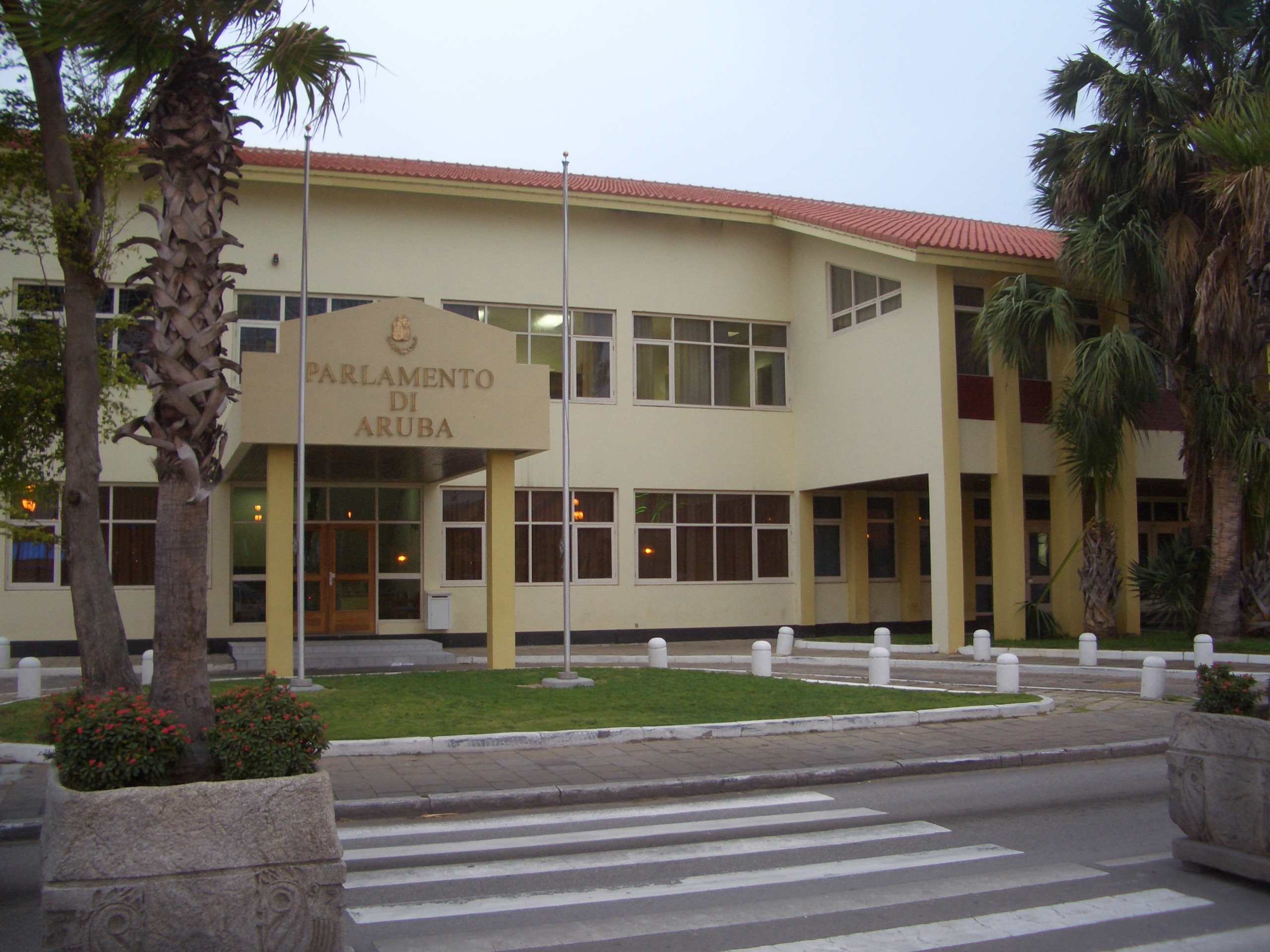
A parlament épülete, Oranjestad

Aruba a Holland Királyság része, amely autonómiát élvez. Hollandia intézi az olyan ügyeket, mint a külügy és a védelem. Belpolitikája egy 21 tagú parlament és egy nyolc tagú kabinet irányításának keretében zajlik.
Arubát a holland tengerentúli országok és területek (TOT) tagjává jelölték ki, és így hivatalosan nem tagja az Európai Uniónak, bár támogatást kaphat és kap is az Európai Fejlesztési Alapból.
A jogrendszere a holland modellre épül.
A miniszterelnökök listája:
| Név                | hivatali ideje |
| ------------------ | -------------- |
| Nelson O. Oduber   | 2001–2009      |
| Mike Eman          | 2009–2017      |
| Evelyn Wever-Croes | 2017–          |

## Népesség
2019-es népessége 112–116 ezer fő; népsűrűsége magas, több mint 600 fő/km².

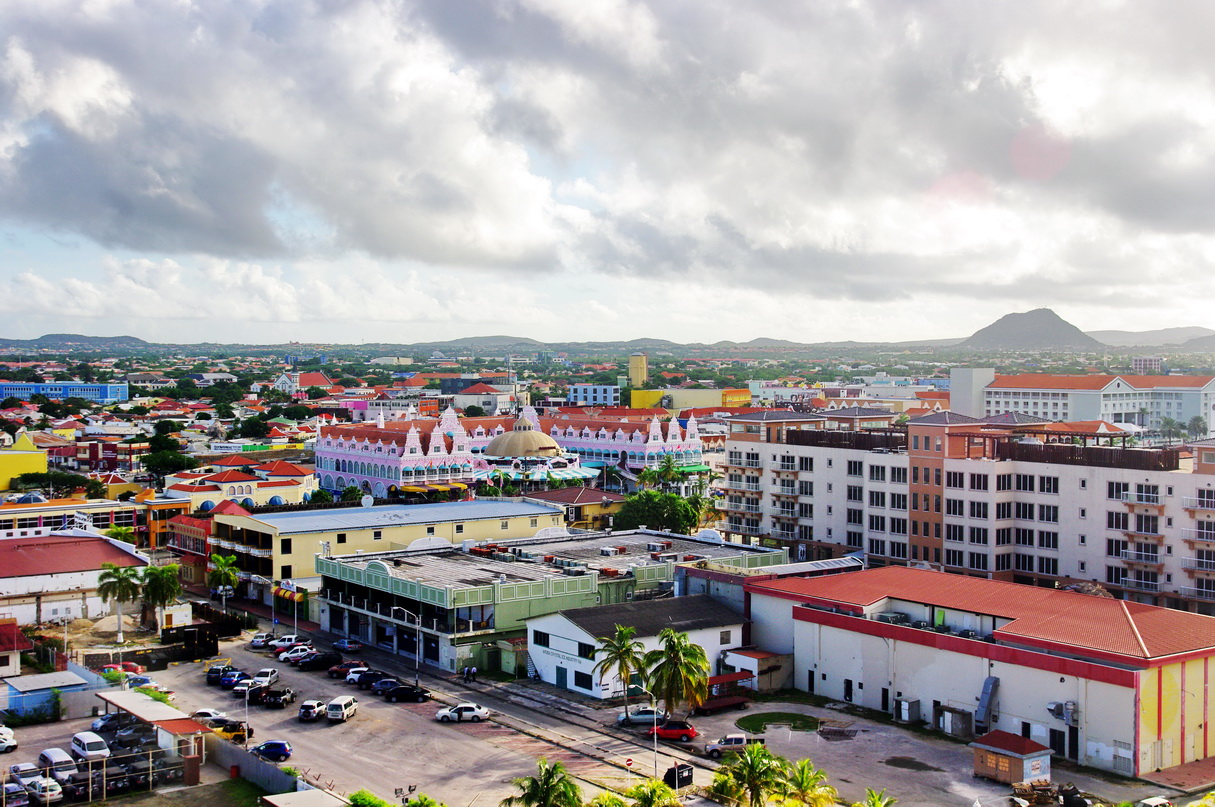
A főváros, Oranjestad

### Népességének változása
| Lakosok száma | 54 208 | 57 712 | 59 849 | 59 978 | 63 028 | 64 623 | 85 447 | 98 742 | 101 597 | 106 739 |
|               | 1960   | 1966   | 1972   | 1979   | 1985   | 1991   | 1997   | 2004   | 2010    | 2022    |

### Etnikumok
A becslések szerint a lakosság 75%-a kevert (európai/amerikai indián/afrikai), 15% -a fekete és 10% -a más etnikumú. 
A születési országot tekintve a lakosság kb. 66%-a arubai, 9%-a kolumbiai, 4,3%-a holland, 4%-a dominikai, 3%-a venezuelai, 2,2%-a curaçaoi, 1,5%-a haiti, 1,2%-a suriname-i, a maradék egyéb (perui, kínai stb.) eredetű.

### Vallások
A római katolicizmus az uralkodó vallás, amelyet a 2010-es években a lakosság mintegy 75% -a követ. Különféle protestáns felekezetek, és kis arányban más világvallások is jelen vannak a szigeten.

### Nyelvek
A két hivatalos nyelv a holland nyelv és a nemzeti papiamento, amelyet kreol nyelvnek tartanak. Ez a kreol nyelv elsősorban a 16. századi portugálból és számos más nyelvből alakult ki, úgymint a spanyol, holland és az angol pidzsin.
Spanyolul és angolul is beszélnek. A szigetlakók közül sokan többnyelvűek, vagyis több mint két vagy három nyelvet beszélnek.

### Települések
21. század eleji adatok alapján a nagyobb települések:
- Oranjestand (főváros) (kb. 35000 fő)
- San Nicolaas (kb. 18000 fő)

## Gazdaság
A turizmus, a kőolajipar, a vendéglátás, valamint a pénzügyi és üzleti szolgáltatások a kicsi arubai gazdaság alappillérei.
Itt az egyik legmagasabb életszínvonal a Karib-térségben. 
1924 óta a Venezuelából behozott kőolaj finomításából és exportálásán alapult a gazdaság. Az 1980-as évek közepéig Aruba fő iparága az olajfinomítás volt. Ezután a sziget gazdasága a turizmus felé tolódott el. 
Manapság már az idegenforgalom és az off-shore tevékenység a meghatározó. 
A turizmus a gazdasági tevékenység zömét teszi ki; 2017-ig évente több mint 2 millió turista kereste fel Arubát, és az Egyesült Államokból érkezett a nagy többség (80-85%). A turizmus gyors növekedése az egyéb tevékenységek jelentős bővülését is eredményezte, így az építőipar továbbra is virágzik, különösen a szállodai vendéglátás területén.
Ezen kívül kiemelhető még az aranybányászat, a foszfátbányászat (Aruba Phosphaat Maatschappi), az aloeexport. 

### Külkereskedelem
Aruba erősen függ az importtól, és erőfeszítéseket tesz az export bővítésére, hogy javítsa kereskedelmi mérlegét. Szinte minden fogyasztási és beruházási javat importálnak; a fő beszállítók az USA, Hollandia és Panama.
Export: 
- Fő partnerek 2019-ben:  Malajzia 57%, Egyesült Államok 11%, Hollandia 6%, Jordánia 6%, Venezuela 5%
- Fő árucikkek: kőolaj, likőrök, vashulladék, szappan, dohány

Import: 
- Fő partnerek 2019-ben:  Egyesült Államok 48%, Hollandia 16%
- Fő árucikkek: kőolaj, járművek, járműalkatrészek, ékszerek

### Képek

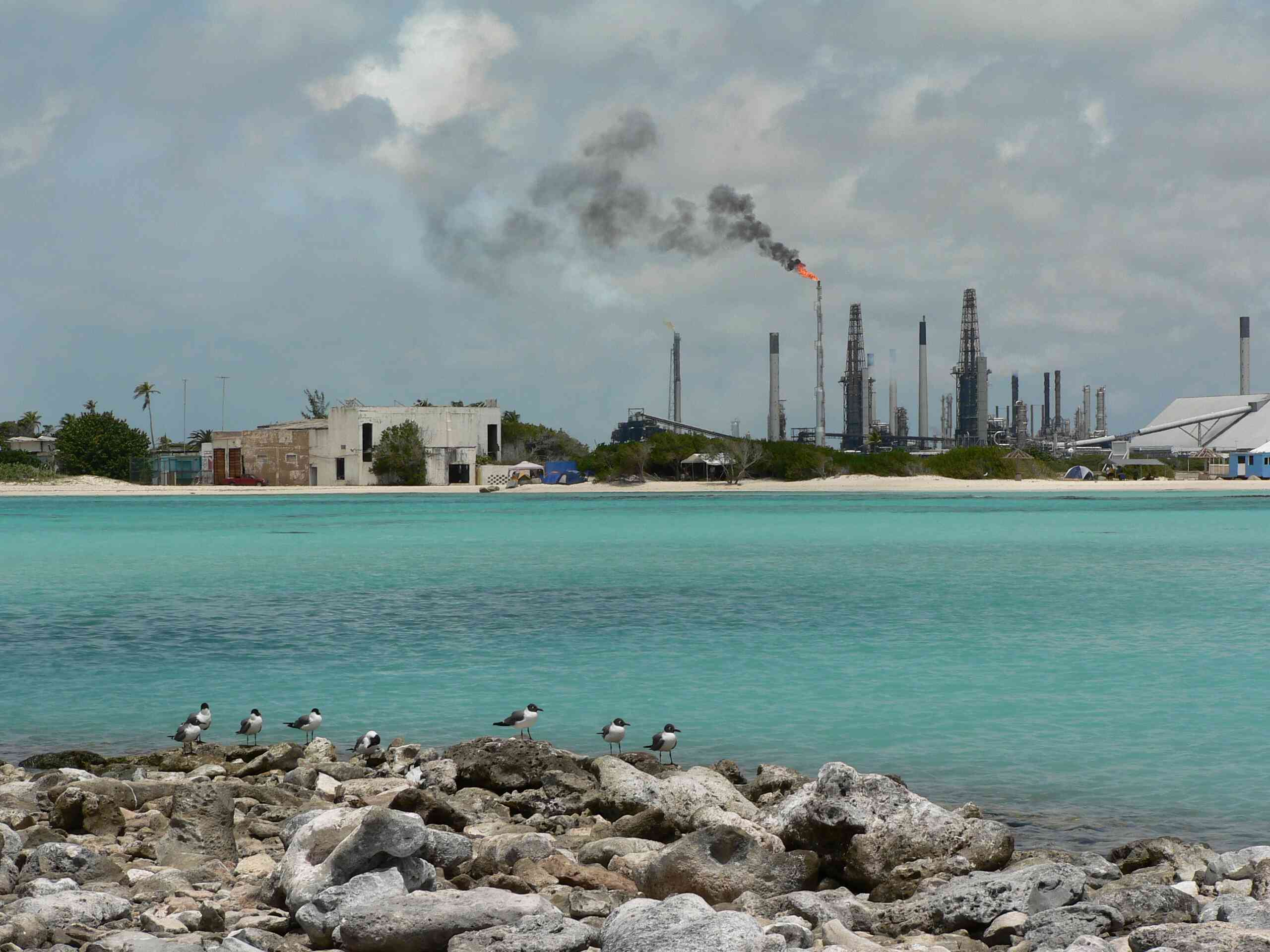
Valero kőolajfinomító
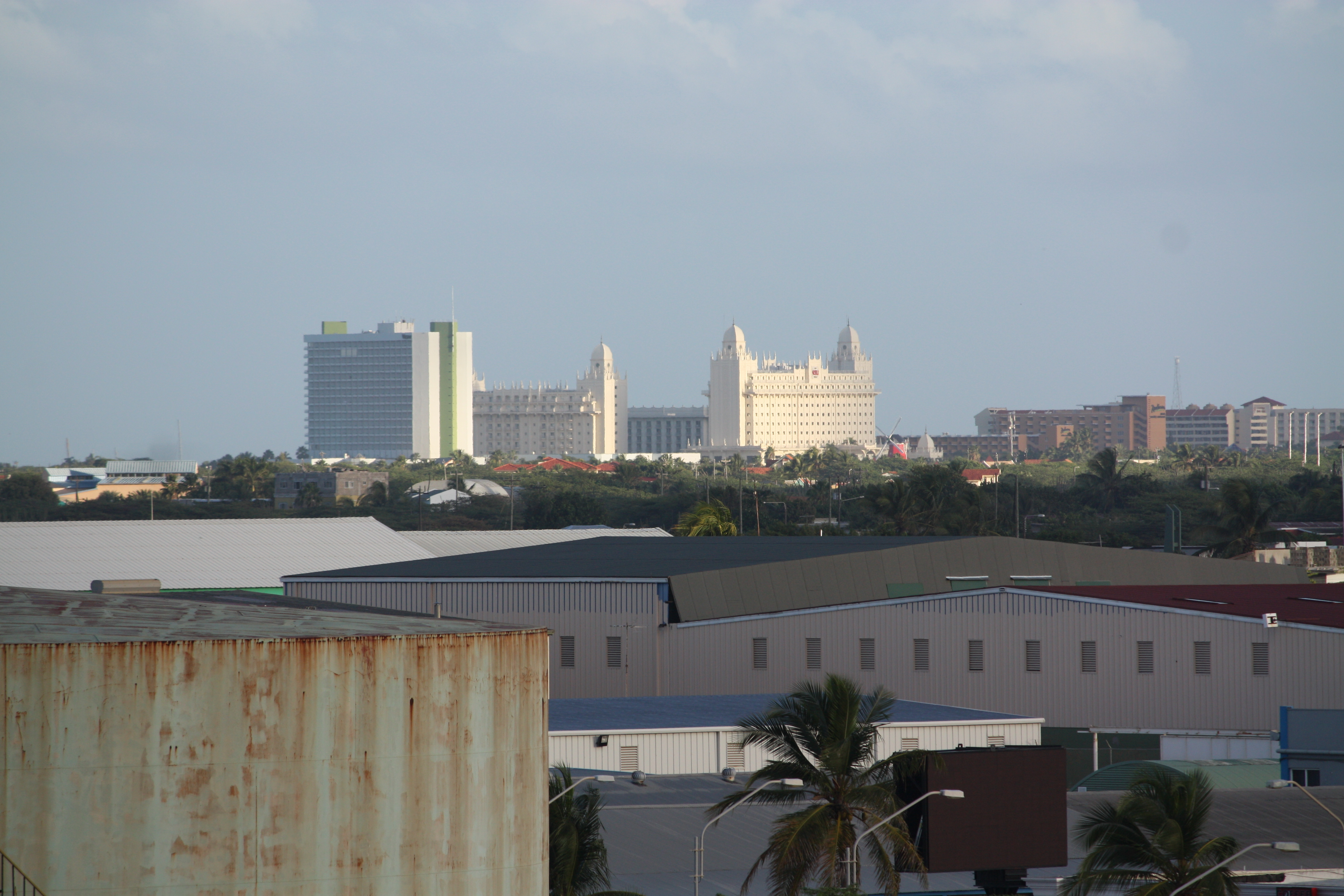
Oranjestad szállodái (a háttérben)
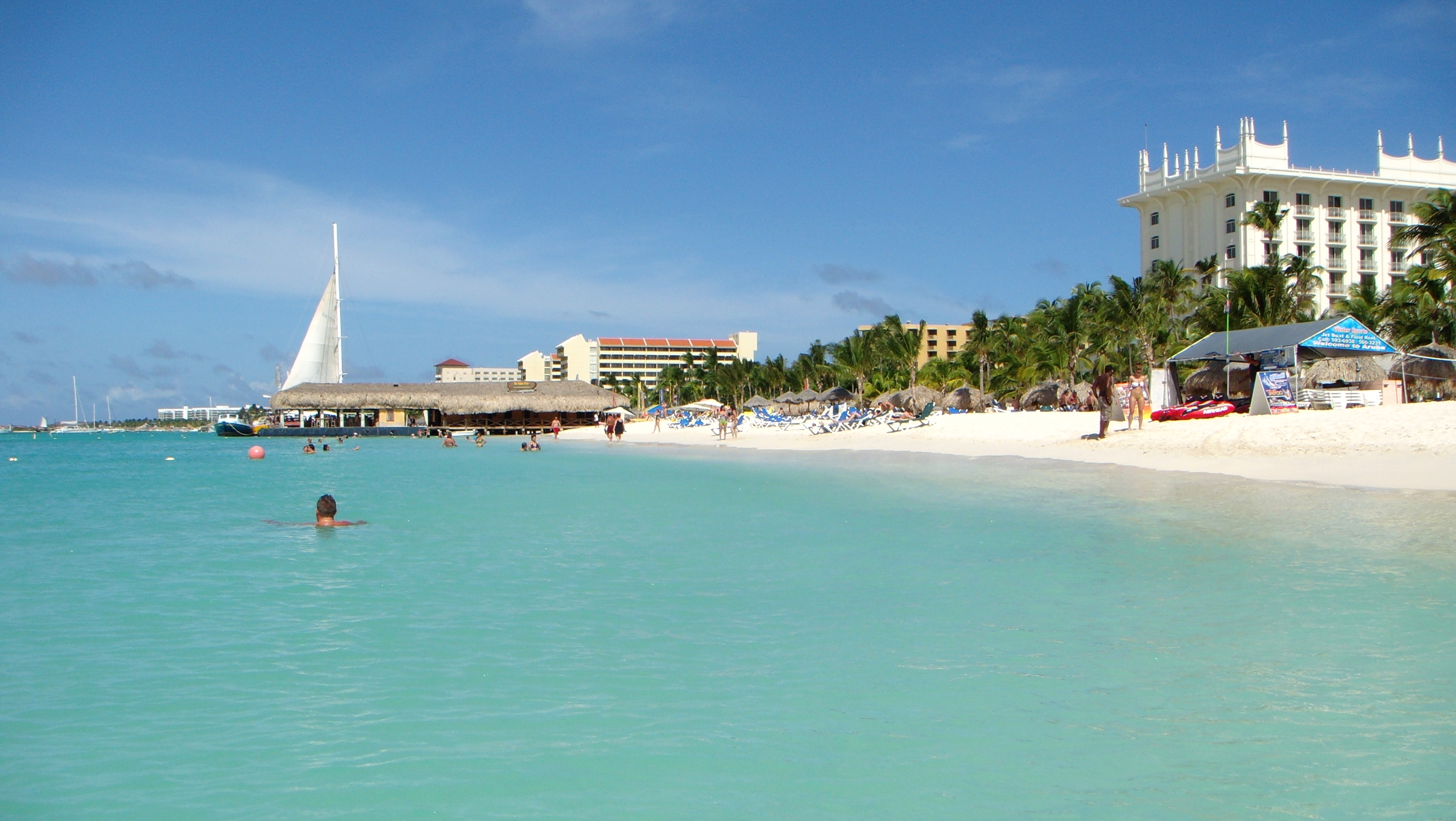
Palm Beach

## Közlekedés

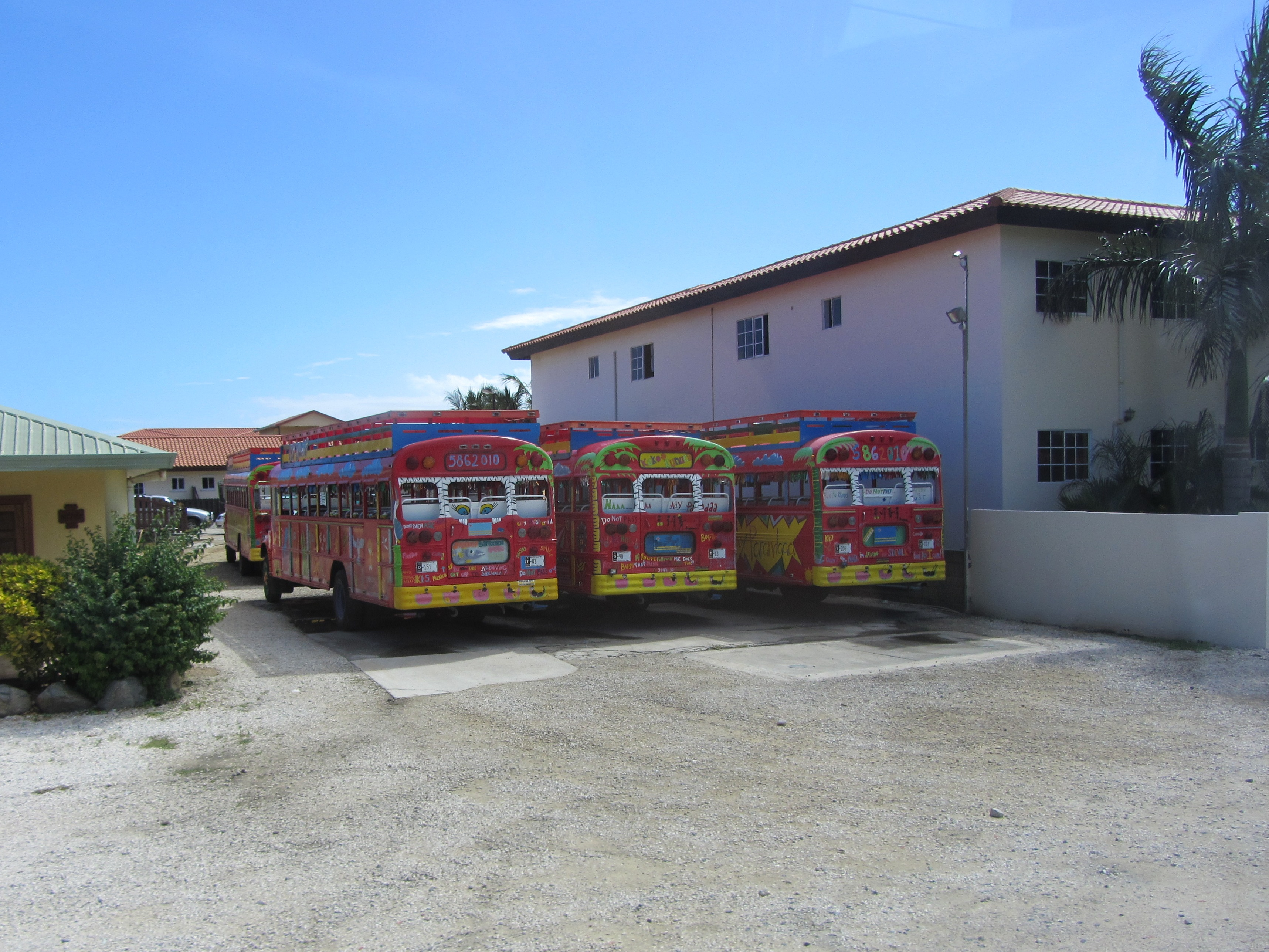
Turistabuszok

- Közutak hossza: 800 km
- Repülőterek száma: 1
- Kikötők száma: 3

## Telekommunikáció
| Hívójel prefix | P4 |
| ITU zóna       | 11 |
| CQ zóna        | 8  |

## Kultúra
Aruba népe és kultúrája sokféle háttérrel rendelkezik, az őslakos indiánoktól kezdve az afrikai rabszolgák leszármazottain át a spanyolokig és újabban a hollandokig. Ma Aruba nagyon sok nemzetiségnek ad otthont. 
A zene fontos szerepet játszanak a kulturális események többségében, különösen az éves karneválon és a Dia Di San Juan (Szent János nap) ünnepségeken. 
A sziget építészete a spanyol, holland, amerikai és karibi hatások keveréke.

### Gasztronómia
Az arubai konyha holland, dél-amerikai és karibi kulináris hatásokból jött létre.
Igen kedveltek a likőrök és rumok, amiket többek között agávéból és cukornádból főznek. A likőrökhöz tejszínt, fűszereket és tojássárgát adnak hozzá. A ponche crema egy karácsonykor igen népszerű puncs. A balashi a sziget híres és kedvelt koktélja.
Aruba lakói igencsak édesszájúak, ezért nagyon sok édessütemény szerepel a gasztronómiai kínálatban. A bolo egy közkedvelt, összetételét tekintve tortához hasonló sütemény, amelynek többféle változatát fogyasztják Arubán. Alapanyagai között ott van a kesudió, aszalt szilva, ribizli, mazsola, datolya és füge. Ezek együttes keverékéből is sütnek bolót.
Ahogy számos trópusi ország, úgy Arubán is elmaradhatatlan a kókuszdió. Leve és húsa többféle ital és étel alapanyaga. A kókuszos desszertek összefoglaló neve a cos dushi. Ilyenek lehetnek a cocada, tentalaria és panseicu. Nagyon gyakori még a macaronhoz hasonló mancaron és a koeki lerchi. A quesillo egy arubai karamellfajta. Tamarinduszból készítenek apró golyócskákat, amelyeknek savanykás töltelékjük van. Ezeket a cukorkához hasonló nyalánkságokat még gyógyszertárakban, sőt számítástechnikai üzletekben is árulják.
A hal kihagyhatatlan a húsok közül. A legnépszerűbb halas fogás a pisca hasa crioyo, amely éttermek és családi otthonok asztalán is gyakori. A filézett halat serpenyőben megsütik, amelyhez egy paradicsomból, hagymából, fokhagymából és paprikából álló mártást szolgálnak fel. Ehhez az ételhez gyakran szolgálják fel a funchi-t, egy kukoricadarából készülő kását, amit szeletekre vágnak. Egyik variációja, amikor aranybarnára sütik a funchit, hogy ropogós legyen.
A funchihoz hasonló kísérő a pan bati, amit kukoricalisztből sütnek agyagtálban. Széles a választék csípős mártásokból, amelyeket gyakran kapni a boltokban.
Saját különlegessége a szigetnek a keri keri, amelyet keményebb húsú halakból, pl. cápa vagy barracuda, kell készíteni vaj, paradicsom, hagyma, zeller, paprika, friss bazsalikom, fekete bors és más fűszerek hozzáadásával.
A híres holland edami és gouda sajtok itt sem hiányozhatnak, amelyeket gyakran töltenek meg fűszeres hússal, olajbogyóval, kapribogyóval, paradicsommal, hagymával, sőt mazsolával is, majd így kisütik.
Könnyed harapnivaló a hústöltelékes pastechi tészta. Az Antillákon elterjedt kagylóból vagy osztrigából készülő sopi errefelé sem hiányozhat. Készítenek sopit kecskéből is, sőt kecskehús az alapja a stoba nevű pörköltnek.

## Sport
Aruba számos sporteseménynek ad otthont gazdaságának növelése érdekében.
A turisztikai bevételek növekedése az atlétikai tevékenységekbe történő befektetéshez is vezetett, nevezetesen az olyan sportokhoz, mint a kosárlabda, a foci. A sziget specifikusabb időtöltései például a sárkányszörf és a lándzsás halászat. 
Arubában van egy nemzetközileg versenyző futballcsapat, és több sportoló vesz részt profi bajnokságokban.

### Labdarúgás
- Bővebben: Arubai labdarúgó-válogatott

### Olimpia
- Bővebben: Aruba az olimpiai játékokon

## Lásd még
- Holland Antillák

## Külső források
- Aruba hivatalos idegenforgalmi honlapja
- A CIA naprakész adatlapja Arubáról
- Hasznos információk (történelem, klíma, gazdaság, nyelv, pénzügyek stb. Archiválva 2007. február 2-i dátummal a Wayback Machine-ben